# ۴۶۹ (پیش از میلاد)
۴۶۹ (پیش از میلاد) ۴۶۹مین سال قبل از تقویم میلادی است.